# Manganato di potassio
Il manganato di potassio è un composto inorganico del potassio e del manganese con formula K2MnO4. È un sale costituito dallo ione manganato (MnO42-) (di colore verde) e dallo ione potassio (K+), dove il manganese ha numero di ossidazione +6. Questo sale è un intermedio nella sintesi industriale del permanganato di potassio (KMnO4), una sostanza chimica comune. Occasionalmente, manganato di potassio e permanganato di potassio vengono confusi, ma sono composti diversi con proprietà nettamente diverse.

## Struttura
Il manganato di potassio è un sale, costituito da cationi K+ e anioni MnO42−. La cristallografia a raggi X mostra che l'anione è tetraedrico, con distanze Mn-O di 1,66 Å,, di circa 0,03 Å più lunghe delle distanze Mn-O che nel permanganato di potassio. È isostrutturale con il solfato di potassio.

## Sintesi
Il percorso industriale prevede il trattamento del diossido di manganese (MnO2) con l'aria:
{\displaystyle {\ce {2 MnO2 + 4 KOH + O2 -> 2 K2MnO4 + 2 H2O}}}
La trasformazione dà una fusione di colore verde. In alternativa, invece di usare l'aria, si può usare il nitrato di potassio come ossidante:
{\displaystyle {\ce {2KOH + KNO3 + MnO2 -> K2MnO4 + H2O + KNO2}}}
Si può testare una sostanza sconosciuta per la presenza di manganese riscaldando il campione in aria con alta concentrazione di idrossido di potassio (KOH) in aria. La produzione di una colorazione verde indica la presenza di manganese. Questo colore verde deriva da un intenso assorbimento a 610 nm.
In laboratorio, il manganato di potassio può essere sintetizzato riscaldando una soluzione di permanganato di potassio in una soluzione concentrata di idrossido di potassio seguita da raffreddamento per dare cristalli verdi:
{\displaystyle {\ce {4 KMnO4 + 4 KOH -> 4 K2MnO4 + O2 + 2 H2O}}}
Questa reazione illustra il ruolo relativamente raro dell'idrossido come agente riducente. La concentrazione di manganato di potassio in tali soluzioni può essere verificata misurandone l'assorbanza a 610 nm.
La riduzione di un elettrone del permanganato a manganato può essere effettuata anche utilizzando lo ioduro di potassio (KI) come agente riducente:
{\displaystyle {\ce {2 KMnO4 + 2 KI -> 2 K2MnO4 + I2}}}
La conversione è segnalata dal viraggio dal viola, caratteristico del permanganato, al colore verde del manganato. Questa reazione mostra anche che il manganato(VII) può fungere da accettore di elettroni in aggiunta al suo consueto ruolo di reagente di trasferimento dell'ossigeno. Il manganato di bario (BaMnO4), è generato dalla riduzione di permanganato di potassio con ioduro in presenza di cloruro di bario (BaCl2). Proprio come il solfato di bario (BaSO4), il manganato di bario mostra una bassa solubilità praticamente in tutti i solventi.
Un metodo semplice per preparare il manganato di potassio in laboratorio prevede il riscaldamento di cristalli o polvere di permanganato di potassio puro. Il permanganato di potassio si decompone in manganato di potassio, diossido di manganese e ossigeno gassoso:
{\displaystyle {\ce {2KMnO4 -> K2MnO4 + MnO2 + O2}}}
Questa reazione è un metodo di laboratorio per preparare l'ossigeno, ma produce campioni di manganato di potassio contaminato da diossido di manganese.

## Reazioni
I sali di manganese sono prontamente disproporzionati rispetto allo ione permanganato e al diossido di manganese:
{\displaystyle {\ce {3 K2MnO4 \ + \ 2 H2O -> 2 KMnO4 + MnO2 + 4 KOH}}}
La natura colorata della disproporzione ha portato la coppia manganato/manganato(VII) a essere indicata come un camaleonte chimico. Questa reazione di disproporzione, che diventa rapida quando la concentrazione di [OH−] < 1M, segue la cinetica bimolecolare.